# Larry Coryell
Larry Coryell (Galveston, Texas, 1943. április 2. – New York, 2017. február 19.) amerikai dzsesszgitáros.

## Főbb művei

### Szólólemezei
- Lady Coryell (1968)
- Coryell (1969)
- Spaces (1970), km. John McLaughlin, Billy Cobham, Miroslav Vitouš és Chick Corea
- Barefoot Boy (1971)
- Fairyland (1971) élőfelvétel a Montreux-i Jazz Fesztiválon
- Larry Coryell at the Village Gate (1971), km. Melvyn Bronson (basszusgitár), Harry Wilkinson (dobok)
- Offering (1972), Harry Wilkinson, Melvyn Bronson, Steve Marcus és Mike Mandel
- The Real Great Escape (1973)
- The Restful Mind (1975), km. Ralph Towner, Glen Moore, Collin Walcott
- Planet End (1975), km. Billy Cobham
- Twin House (1976), Philip Catherine-nal
- The Lion and the Ram (1976)
- Two for the Road (1977), km. Steve Khan
- Back Together Again (1977), km. Alphonse Mouzon
- Difference (1978)
- Splendid (1978), km. Philip Catherine
- Standing Ovation (1978)
- European Impressions (1978)
- Tributaries (1979), km. John Scofield, Joe Beck
- Young Django (1979), km. Stephane Grappelli
- Boléro (1981)
- Round Midnight (1983), km. Fumio Karashima
- Together (1985), km. Emily Remler
- Dragon Gate (1990)
- Sketches of Coryell (1996)
- Spaces Revisited (1997), km. Billy Cobham
- Cause and Effect (1998), km. Steve Smith, Tom Coster és Victor Wooten
- Private Concert (Live) (1999)
- Monk, Trane, Miles & Me (1999), km. John Hicks, Willie Williams, Santi Debriano és Yoron Israel
- Count's Jam Band Reunion (2001), km. Steve Smith, Steve Marcus
- Gypsy Blood és Voodoo Crossing (2002), km. Paul Santa Maria, tisztelgés Jimi Hendrix előtt
- Three Guitars (2003), km. Badi Assad, John Abercrombie
- Tricycles (2004)
- Electric (2005), km. Lenny White, Victor Bailey
- Traffic (2006), km. Lenny White, Victor Bailey
- Laid Back & Blues: Live at the Sky Church in Seattle (2006)
- Larry Coryell with the Wide Hive Players (2011)
- Montgomery (2011), km. John Colianni, James Cammack
- Duality (2011), km. Kenny Drew Jr.
- The Lift (2013)
- Heavy Feel (2015)

### AThe Eleventh Housevezetőjeként
- Introducing Eleventh House with Larry Coryell (1974)
- Larry Coryell and the Eleventh House at Montreux (1974)
- Level One (1975)
- Aspects (1976)

### Együttműködések
Jim Pepper
- Pepper's Pow Wow (1971)

Gary Burton
- Duster (1967)
- Lofty Fake Anagram (1967)
- A Genuine Tong Funeral (1968)
- Gary Burton Quartet in Concert (1968)

Jazz Composer's Orchestra
- The Jazz Composer's Orchestra (1968)

Wolfgang Dauner
- Knirsch (1972)

The Free Spirits
- Out of Sight and Sound (1967)

Chico Hamilton
- The Dealer (1966)

Arnie Lawrence
- Look Toward a Dream (1969)

Herbie Mann
- Memphis Underground (1969)

Michael Mantler
- Movies (1977)

Steve Marcus
- Count's Rock Band (1968)
- The Lord's Prayer (1968)

Charles Mingus
- Three or Four Shades of Blues (1977)

Bob Moses
- Love Animal (1967–68)

Chico O’Farrill
- Nine Flags (1966)

Simon & Bard Group
- The Enormous Radio with Paul Wertico (1984)

Joey DeFrancesco
- Wonderful, Wonderful (2012)

Dennis Haklar
- Lizard's Tale (2012)

Michael Mantler
- Movies (1977)

The Fusion Syndicate
- The Fusion Syndicate (2012)

The Wide Hive Players
- Players II Guitar (2010)
- Larry Coryell with The Wide Hive Players (2011)